# Melanips opacus
Melanips opacus är en stekelart som först beskrevs av Hartig 1840.  Melanips opacus ingår i släktet Melanips, och familjen glattsteklar. Arten är reproducerande i Sverige.